# Neopanorpa magna (Chou & Wang)
Neopanorpa magna is een insect uit de orde van de schorpioenvliegen (Mecoptera), familie van de schorpioenvliegen (Panorpidae). De soort is beschreven door Chou & Wang in 1988, maar de soortnaam is niet geldig omdat eerder al Neopanorpa magna Issiki werd beschreven.
De soort komt voor in China.